# V1179 Геркулеса
V1179 Геркулеса (лат. V1179 Herculis) — двойная затменная переменная звезда типа W Большой Медведицы (EW) в созвездии Геркулеса на расстоянии приблизительно 1315 световых лет (около 403 парсек) от Солнца. Видимая звёздная величина звезды — от +11,85m до +11,45m. Орбитальный период — около 0,3855 суток (9,252 часа).
Открыта проектом ROTSE-1 в 2000 году*.

## Характеристики
Первый компонент — жёлто-белая звезда спектрального класса F*. Радиус — около 1,54 солнечного, светимость — около 3,179 солнечной. Эффективная температура — около 6100 K.
Второй компонент — жёлто-белая звезда спектрального класса F*. Эффективная температура — около 6122 K.